# Радд, Фил
Филипп (Фил) Хью Норман Радд (англ. Phillip Hugh Norman Rudd, настоящее имя Филип Хью Норман Витшке Рудзевечюс англ. Phillip Hugh Norman Witschke Rudzevecuis; род. 19 мая 1954 года, Мельбурн) — австралийский ударник. Известен по работе с рок-группой AC/DC c 1975 по 1983 годы, с 1994 по 2015 и с 2020 года. В списке 50 лучших барабанщиков рока по версии журнала Classic Rock занимает 27 место, а в списке «100 величайших барабанщиков всех времён» журнала Rolling Stone — 86 место.

## Биография
Родился 19 мая 1954 года в Мельбурне в семье немецкого и ирландского происхождения. Его отчим был литовцем. Начал играть на барабанах в подростковом возрасте. Особенное влияние на него оказали Ринго Старр, Джинджер Бейкер, Иэн Пейс и Саймон Кирк.
В январе 1975 года вошёл в состав рок-группы AC/DC. После того, как в 1977 году бас-гитарист Марк Эванс покинул AC/DC, Фил остался единственным австралийцем в группе.
После смерти Бона Скотта в 1980 году, группа с новым вокалистом Брайаном Джонсоном записала их самый успешный альбом, Back in Black. Фил Радд тяжело принял смерть Скотта, но продолжал играть в AC/DC, пока не оставил группу во время записи их альбома Flick of the Switch в 1983 году. Хотя сессионный барабанщик Би Джей Вилсон и был приглашён, чтобы помочь закончить запись, но в итоге Фил дописал свои партии, и партии Вилсона не использовались. Увольнение Фила из группы было частично результатом его собственных проблем с наркотиками и конфликтом с Малькольмом Янгом, который в конечном счёте стал физическим.
Заменил Фила барабанщик из Манчестера Саймон Райт.
Будучи уволенным из AC/DC, Фил переехал в Новую Зеландию, где он купил вертолётную компанию. Поклонники AC/DC начали регулярно приезжать и пытаться найти его местонахождение. Фил не прекращал играть на барабанах и говорил о своей жизни после ухода из AC/DC:
«Я гонял на автомобилях, управлял вертолётами, стал фермером и прививал некоторые зерновые культуры. Я жил в Новой Зеландии, которая была большим, хорошим и тихим местом»
Во время кругосветного тура The Razor’s Edge в 1991 году в Новой Зеландии, AC/DC предложили Филу снова работать с ними. Радд решил принять их предложение и в 1995 году вновь присоединился к группе.
Стиль игры Фила считают самым совместимым со стилем других участников группы. Поэтому они были рады его возвращению, а Криса Слэйда вежливо попросили покинуть группу. При этом не было никакой неприязни в результате ухода Слэйда — группа поблагодарила Слэйда за его работу и техническую способность, но утверждала, что некое определённое звучание пропало у музыки AC/DC, начиная с разногласий 1983 года.

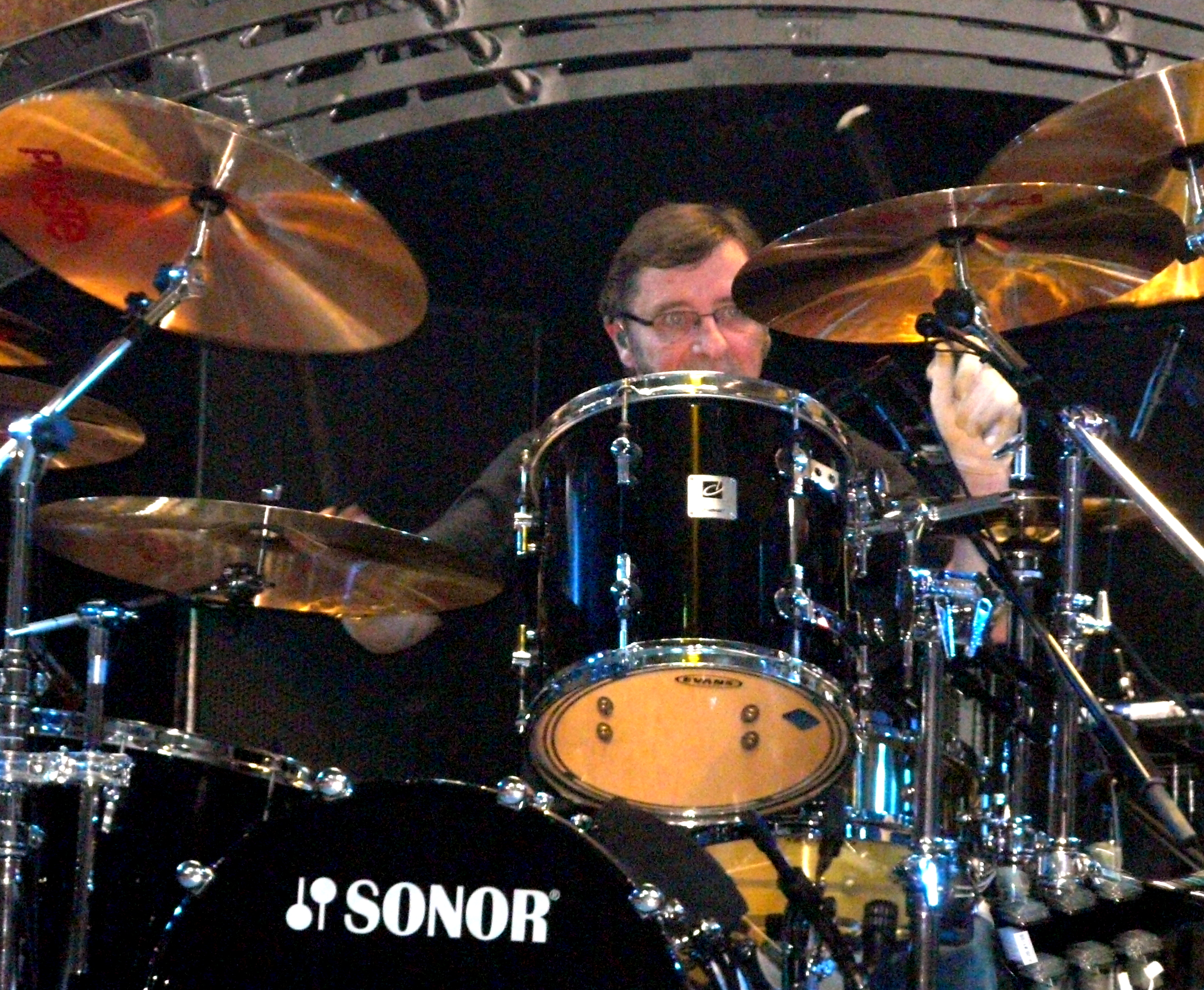
На концерте с группой AC/DC в Сент-Поле, 23 ноября 2008

В 2003 году Фил Радд был включён в Зал славы рок-н-ролла вместе с другими членами AC/DC. В 2005 году вошёл в список 50 лучших барабанщиков рока по версии журнала Classic Rock.
Фил Радд играет на барабанах фирмы Sonor, в честь их 40-летнего сотрудничества был выпущен именной малый барабан и Phil Rudd Special Edition Drum Set.
29 августа 2014 года Фил Радд сообщил, что выйдет его первый сольный альбом под названием Head Job.

### Проблемы с законом
6 ноября 2014 года правоохранительные органы Новой Зеландии обвинили барабанщика в попытке найма двух человек для убийства, он был арестован.
В тот же день AC/DC сделали заявление: «Из экстренных новостей нам только что стало известно об аресте Фила. У нас нет никаких комментариев. Отсутствие Фила не повлияет на наш новый альбом Rock or Bust и предстоящий тур в следующем году» (тогда было ещё не ясно, останется ли Радд в составе группы, и кто бы мог его заменить).
Обвинение в найме для убийства с Радда было снято на следующий же день, но оставлены обвинения в хранении метамфетамина, каннабиса и угрозе убийством.
В июле 2015 года приговорён к 8 месяцам домашнего ареста из-за угрозы убийства.